# Lista över fornlämningar i Falköpings kommun (Mularp)
Lista över fornlämningar i Falköpings kommun (Mularp) är en förteckning av ett urval av de fornlämningar som finns i Mularp i Falköpings kommun.
| Namn        | Lämningstyp  | Tillkomsttid | Historisk indelning   | Plats | Läge                 | ID-nr          | Bild                                 |
| ----------- | ------------ | ------------ | --------------------- | ----- | -------------------- | -------------- | ------------------------------------ |
| Mularp 7:1  | Hög          |              | Mularp, Västergötland |       | 58.142395, 13.707421 | 10199200070001 | Ladda upp en bild av detta fornminne |
| Mularp 12:1 | Hög          |              | Mularp, Västergötland |       | 58.153192, 13.704453 | 10199200120001 | Ladda upp en bild av detta fornminne |
| Mularp 13:1 | Stensättning |              | Mularp, Västergötland |       | 58.153476, 13.706256 | 10199200130001 | Ladda upp en bild av detta fornminne |
| Mularp 13:2 | Stensättning |              | Mularp, Västergötland |       | 58.153756, 13.706122 | 10199200130002 | Ladda upp en bild av detta fornminne |
| Mularp 14:1 | Stensättning |              | Mularp, Västergötland |       | 58.154141, 13.704213 | 10199200140001 | Ladda upp en bild av detta fornminne |
| Mularp 16:1 | Stensättning |              | Mularp, Västergötland |       | 58.157834, 13.702176 | 10199200160001 | Ladda upp en bild av detta fornminne |
| Mularp 17:1 | Stensättning |              | Mularp, Västergötland |       | 58.157443, 13.705193 | 10199200170001 | Ladda upp en bild av detta fornminne |
| Mularp 18:1 | Stensättning |              | Mularp, Västergötland |       | 58.158913, 13.703915 | 10199200180001 | Ladda upp en bild av detta fornminne |
| Mularp 19:1 | Stensättning |              | Mularp, Västergötland |       | 58.158796, 13.704872 | 10199200190001 | Ladda upp en bild av detta fornminne |
| Mularp 20:1 | Stensättning |              | Mularp, Västergötland |       | 58.159950, 13.707821 | 10199200200001 | Ladda upp en bild av detta fornminne |
| Mularp 21:1 | Runristning  |              | Mularp, Västergötland |       | 58.161687, 13.707349 | 10199200210001 | Ladda upp en bild av detta fornminne |
| Mularp 22:1 | Hällristning |              | Mularp, Västergötland |       | 58.160513, 13.700522 | 10199200220001 | Ladda upp en bild av detta fornminne |
| Mularp 25:1 | Stensättning |              | Mularp, Västergötland |       | 58.164257, 13.707962 | 10199200250001 | Ladda upp en bild av detta fornminne |
| Mularp 26:1 | Stensättning |              | Mularp, Västergötland |       | 58.164761, 13.709037 | 10199200260001 | Ladda upp en bild av detta fornminne |
| Mularp 27:1 | Stensättning |              | Mularp, Västergötland |       | 58.165657, 13.708643 | 10199200270001 | Ladda upp en bild av detta fornminne |
| Mularp 29:1 | Hög          |              | Mularp, Västergötland |       | 58.170703, 13.693747 | 10199200290001 | Ladda upp en bild av detta fornminne |
| Mularp 29:2 | Hög          |              | Mularp, Västergötland |       | 58.170427, 13.693535 | 10199200290002 | Ladda upp en bild av detta fornminne |
| Mularp 29:3 | Hög          |              | Mularp, Västergötland |       | 58.170295, 13.694135 | 10199200290003 | Ladda upp en bild av detta fornminne |
| Mularp 31:1 | Stensättning |              | Mularp, Västergötland |       | 58.171044, 13.705772 | 10199200310001 | Ladda upp en bild av detta fornminne |
| Mularp 40:1 | Stensättning |              | Mularp, Västergötland |       | 58.147416, 13.699935 | 10199200400001 | Ladda upp en bild av detta fornminne |
| Mularp 40:2 | Stensättning |              | Mularp, Västergötland |       | 58.147654, 13.699986 | 10199200400002 | Ladda upp en bild av detta fornminne |
| Mularp 45:1 | Stensättning |              | Mularp, Västergötland |       | 58.148906, 13.699224 | 10199200450001 | Ladda upp en bild av detta fornminne |
| Mularp 45:2 | Stensättning |              | Mularp, Västergötland |       | 58.149068, 13.699567 | 10199200450002 | Ladda upp en bild av detta fornminne |